# 刘雄鸣
刘雄鸣（?—?），又作刘雄，蓝田（今陕西蓝田）人，东汉末年人物。
刘雄鸣原以采药射猎为生。常居在覆车山下，每天晨夜，出行在云雾之中，所以很熟悉當時的道路，也不曾迷路過，當时的人都以为他能兴布云雾。郭汜、李傕之乱，很多人归附他。于是聚有小股武装，建安年间，附属州郡，被州郡表荐为小将。马超等反，刘雄鸣不肯跟从，而马超击破。因此归附曹操，被曹操拉着手说：“我當時入關夢見一位神人，那就是你了呀！”于是被曹操厚礼對待，表拜为将军，奉命招降旧部，反被劫持而推為大帅。亡命之徒前往依附，有众数千人，据守武关道口。曹操派遣夏侯渊击破，刘雄鸣南奔汉中。汉中被曹操击破，刘雄鸣又降曹操。被曹操拉着胡须说：“老贼，這次真的得到你了！”官复原职。转任勃海。